# Gonzalo de Sandoval

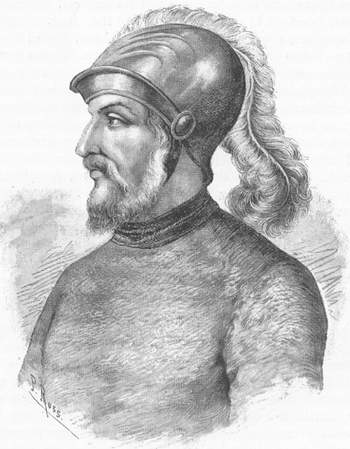
Gonzalo de Sandoval, Conquistador

Gonzalo de Sandoval (Medellín, 1496 - Moguer, 1528) was een Spaans conquistador.
Sandoval was luitenant van Hernán Cortés tijdens diens verovering van het rijk van de Azteken. Hij had de leiding over het noordelijke front tijdens het beleg van Tenochtitlan. Na het omverwerpen van de Azteken veroverde Sandoval nog enige gebieden in het zuiden van Mexico. Hij overleed direct na zijn terugkomst in Spanje in 1528.
- Gemeinsame Normdatei: 129039802
- Virtual International Authority File: 42905628
- WorldCat: E39PBJm4RrTb9QVX8BmYBDJkXd